# Bolitoglossa gracilis
Bolitoglossa gracilis é uma espécie de anfíbio caudado pertencente à família Plethodontidae, sub-família Plethodontinae.